# Narinai Abgaryan
Œuvres principales
- “Manunia” (2010)
- “Dans mon cœur à jamais” (2014)

Narinai Abgaryan (russe Наринэ Абгарян ; arménien Նարինե Աբգարյան), née le 14 janvier 1971 à Berd (Arménie) est une romancière russe d’origine arménienne. 

## Biographie
Narinai Abgaryan est née dans le village de Berd dans le nord-est de l’Arménie soviétique. 
Elle grandit en Arménie soviétique. Sa mère est originaire de la région du Haut-Karabagh alors située dans la République soviétique d’Azerbaïdjan qui joue un rôle important dans son œuvre.
Elle étudie à l’Université d’Erevan ou elle obtient un diplôme en philologie et en linguistique. 
Elle est révélée par son œuvre autobiographique Manounia en 2010. En 2015 un autre roman inspiré de sa vie Dans mon cœur à jamais connaît un vif succès en Russie. Il est traduit en français et publié par Macha Publishing en 2016. 
Son œuvre se caractérise par leur caractère autobiographique, et le rapport avec l’Arménie de sa jeunesse qui tient une place fondamentale dans ses ouvrages. 
Elle vit depuis 1993 à Moscou.

## Œuvres
- Manounia (Манюня). Roman, AST (2010).
- Et du ciel tombèrent trois pommes (С неба упали три яблока), Paris, Macha Publishing,‎ 2016, 290 p. (ISBN 978-2374370163)
- Dans mon cœur à jamais (Люди, которые всегда со мной), Paris, Macha Publishing,‎ 2016, 320 p. (ISBN 978-2-37437-004-0)[1]

## Récompenses
- Prix du meilleur manuscrit en 2011[2]